# Talang Kemulun
Talang Kemulun is een bestuurslaag in het regentschap Kerinci van de provincie Jambi, Indonesië. Talang Kemulun telt 699 inwoners (volkstelling 2010).